# Estación de Ribas-Villa
Ribas-Villa (oficialmente Ribes-Vila) es una estación ferroviaria del cremallera de Nuria de FGC situada en el noroeste del núcleo urbano de Ribas de Freser, que comunica la localidad con el Valle de Nuria, en la comarca de El Ripollés de la provincia de Gerona.

## Situación ferroviaria
La estación se encuentra en el punto kilométrico 1,152 de la línea del cremallera de Nuria, siendo su colaterales las estaciones de Ribas-Enlace y el apeadero de Rialb. Se encuentra a 917 metros de altitud.
El tramo es de vía única en ancho métrico y está electrificado a 1.500 Vcc.

## La estación

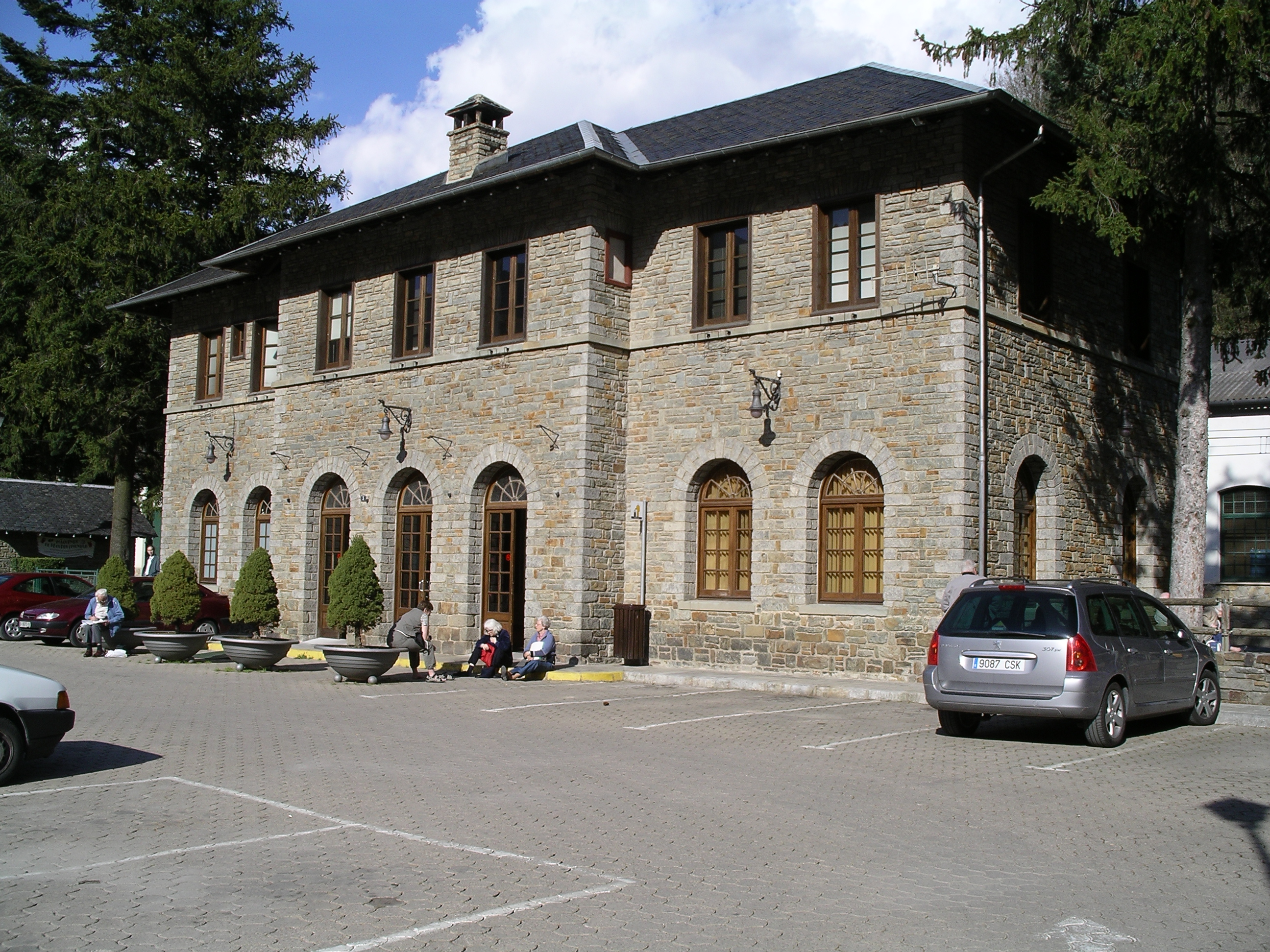
Fachada del edificio de viajeros de la estación en 2004.

La estación es la más importante de la línea ya que es donde se ubican los talleres y depósito principal del tren cremallera.
El edificio de la estación del cremallera de Nuria, es una construcción situada al noreste del núcleo urbano de Ribas de Freser e incluida en el Inventario del Patrimonio Arquitectónico de Cataluña. Es un edificio de dos plantas y piso construido en piedra de pizarra y las esquinas de tierra trabajada. Situado a la izquierda de las vías, es una obra de 1930 concebida por el arquitecto Josep Danés i Torras.
Situado a la izquierda de las vías, tiene una planta baja, un primer piso como vivienda y un desván con tejado a cuatro aguas. La planta baja alberga la sala de espera, la taquilla y punto de información, los aseos y el centro de control de tráfico de la línea, entre otras dependencias.
El tejado es de losas de pizarra. El conjunto de la estación tiene la misma tipología del resto de las estaciones de la línea. Hay que incluir junto al edificio la totalidad de las instalaciones centrales del cremallera que se encuentran junto a este edificio principal.
En la actualidad, la estación de Ribas Villa tiene dos vías, la directa (vía 1) y una derivada a la derecha en kilometraje ascendente (vía 2) con andenes laterales. Se efectúan los cambios de andén a nivel, habiendo uno paso en cada extremo. La vía 2 tiene una vía muerta adicional por el lado de Nuria, con un muelle donde se suelen cargar y descargar los vagones de mercancías para el Valle de Nuria. Detrás de la vía 2, y frente al edificio de viajeros de la estación está el depósito y taller de los automotores, con dos vías más. Saliendo de las cocheras de los automotores, por el lado Ribas-Enlace las dos vías se convierten en una, seguidas de un desvío que enlaza con la vías directa y con una vía muerta, lugar de estacionamiento habitual de material rodante de vía y obras. Finalmente, de la vía general sentido Nuria, sale una vía a la izquierda que lleva a las antiguas cocheras que acogen los antiguos coches, locomotoras eléctricas, máquinas quitanieves, una locomotora diésel y vagones de mercancías o de obras. De ellos, una gran parte son la exposición permanente del antiguo material rodante de la línea, siendo de visita libre. Todos los desvíos de la estación se accionan de manera manual, obligando a tener un factor de circulación en la estación.  Desde 2019 la entrada a la estación se hace por un nuevo edificio de una planta ubicado entre el edificio de viajeros y las antiguas cocheras. Hay otro edificio más con máquinas expendedoras de refrescos y snacks.

## Historia
La estación se concibió con la intención principal de servir como cochera a las locomotoras de la línea. La estación se puso en servicio el 22 de marzo de 1931, con la vía general y una desviada a la derecha, así como el depósito de las cuatro locomotoras eléctricas y los coches de viajeros, con acceso por un carro transbordador. Las obras corrieron a cargo de la compañía FMGP (Ferrocarrils de Muntanya de Grans Pendents), y ha funcionado desde el principio con electricidad.
El estallido de la Guerra Civil en 1936 dejó la estación en zona republicana, suspendiendo temporalmente el servicio del cremallera de Nuria. Ante la nueva situación el gobierno republicano, que ya se había incautado de las grandes compañías ferroviarias mediante un decreto de 3 de agosto de 1936, permitió que en la práctica el control recayera en comités de obreros y ferroviarios. Hasta que el 8 de agosto de 1936, la Generalidad de Cataluña intervino la empresa, bajo la dirección  de su ingeniero director Montserrat Fenech. En junio de 1937 se instaló en Nuria un sanatorio, utilizando el cremallera para el traslado de enfermos y dar servicio de vituallas y mantenimiento. El 21 de febrero de 1939, las tropas sublevadas se hicieron cargo del Cremallera de Nuria, encontrado en perfecto estado, para seguir prestando servicio de hospital en Nuria hasta 1940.
El 2 de enero de 1984 el cremallera se incorporara a la red de Ferrocarriles de la Generalidad de Cataluña (FGC), que se hizo cargo de la renovación de la línea.
Entre 1983 y 1984 se construyó, justo delante de la estación, unos nuevos talleres para la llegada de nuevo material rodante a la línea y se amplió también la zona de aparcamiento de coches de la estación. Entre 1992 y 1993 se remodeló el edificio de viajeros. El 1 de septiembre de 2002 se creó el espacio de exposición permanente del material móvil aprovechando parte del depósito de coches de viajeros, espacio expositivo que se ha ido ampliando y actualizando, la última vez en enero de 2016. En 2019 se construyó una nueva edificación anexa al edificio de viajeros, se instalaban barreras de control de accesos y se reorganizaba el tráfico por las instalaciones. En 2021 se instaló una máquina de venta automática de billetes.

## Servicios ferroviarios
El servicio funciona todos los días del año salvo los días laborables de noviembre como preparación de temporada, siendo la frecuencia de 50 minutos en temporada alta, con refuerzos entre Queralbs y Nuria. Se invierten unos 40 minutos en completar el recorrido de la línea. El material rodante está formado por cuatro automotores Beh, dos de ellos con un coche central adaptado, un automotor GTW 2/6, un tren reversible con la locomotora dual H12 y dos coches MGB y otra composición más de dos coches de refuerzo "Sport Wagen".
El parque de vehículos de FGC en la línea es muy variado y van desde las más modernas, fabricadas en Suiza por Staedler, hasta las clásicas de la línea fabricadas en 1930, con fines más turísticos.
| << cabecera                | < estación   | línea | estación > | cabecera >> |
| -------------------------- | ------------ | ----- | ---------- | ----------- |
| Cremallera de Nuria de FGC |              |       |            |             |
| Ribas-Enlace               | Ribas-Enlace |       | Queralbs   | Nuria       |